# 孟昆县
孟昆县（Khoune），旧称勐昆或者“老川圹”，是老挝中北部的川圹省的一个县。位于省城豐沙灣东南35公里处，曾是川壙王國的王座，该王国在16世纪以其62座华丽的佛塔而闻名，据说这些佛塔的侧面被宝藏所覆盖。越南战争时遭到十多年的地毯式轰炸，所有设施荡然无存。战争结束后，省城迁到七号公路和川圹机场所在地豐沙灣。